# Aanval op konvooi Hadassah

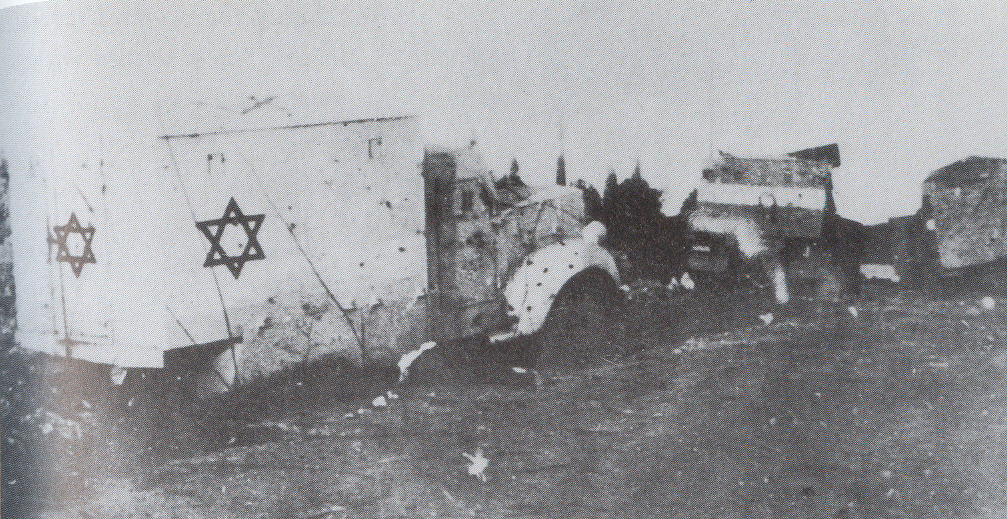
Voertuigen van het Hadassah-konvooi na de aanval

De aanval op een konvooi van het Hadassah-ziekenhuis op 13 april 1948 was een aanval op een konvooi door Arabische strijders tijdens de Arabisch-Israëlische Oorlog van 1948 als vergelding op het bloedbad van Deir Yassin dat vier dagen ervoor gebeurde.
Het konvooi moest patiënten (waaronder Etsel-strijders die 3 dagen eerder gewond waren geraakt bij de aanval op Deir Yassin), medische voorraden en personeel van het Hadassah ziekenhuis, docenten van de Hebreeuwse Universiteit van Jeruzalem en Haganastrijders en militaire goederen naar de Joodse enclave op de Scopusberg bij Jeruzalem brengen. Bij de aanslag werden 78 mensen door de Arabische aanvallers gedood.
De toegang tot de enclave was door Arabische strijders afgesloten en het voedsel- en voorraadtekort begon in maart en april van 1948 nijpend te worden. Ondanks bedreigingen tegen het ziekenhuis werd besloten een konvooi in te richten dat de Scopusberg half april 1948 moest gaan bevoorraden.
Op de ochtend van 13 april vertrok het konvooi vanuit West-Jeruzalem, bestaande uit twee pantserwagens, een voorop en een achteraan, met daartussen twee ambulances, twee bussen en vier vrachtauto's, op weg naar het ziekenhuis. Nadat het voorste voertuig op een landmijn was gereden begonnen Arabische strijders op de konvooivoertuigen te schieten. Lekkende brandstof van een van de bussen werd met behulp van een Molotovcocktail ontstoken. Britse steun werd eerst afgeslagen maar later toch geaccepteerd waarna onder leiding van majoor Jack Churchill van de Britse strijdkrachten het konvooi enige bescherming kon krijgen.
In totaal werden bij de aanval op het konvooi 78 mensen gedood, onder wie 23 vrouwen, de directeur van Hadassah, Chaim Jassky, en twee Etsel-strijders die drie dagen eerder gewond waren geraakt bij de aanval op Deir Yassin. Een deel van de slachtoffers kon niet geïdentificeerd worden door de ernstige brandwonden die zij hadden opgelopen.
De Britse brigadegeneraal Jones probeerde nog het bloedbad te verhinderen, maar de Arabieren gaven geen gehoor aan zijn verzoeken het vuren te staken, waarna hij werd gedwongen om zelf het vuur te openen waarbij 15 van de aanvallende Arabieren werden gedood.
Na de aanval werd het ziekenhuis nauwelijks meer bevoorraad en werd het eind mei 1948 gesloten. Na de wapenstilstand van 1949 kwam het ziekenhuis als enclave in Jordaans gebied te liggen en spoedig daarna werd het verplaatst naar Israëlisch West-Jeruzalem.